# Ordine della Gloria dei Genitori
L'ordine della gloria dei genitori (in russo Орден «Родительская слава»?, Orden «Roditel'skaja slava») è un'onorificenza della Federazione Russa.

## Storia
È stato fondato il 13 maggio 2008 e viene assegnato ai genitori che hanno cresciuto sette o più figli.
Il 7 settembre 2010 è stata istituita la medaglia dell'ordine della gloria dei genitori che differisce dall'ordine solo per il numero di figli richiesti per aggiudicarsi il premio che da sette passa a quattro. Per il resto lo statuto rimane uguale.

## Insegne
- L'insegna è una croce patente di argento dorato di 70 mm di larghezza. Nel dritto la croce è smaltata di blu con al centro un medaglione che raffigura l'emblema della Federazione Russa. Una corona d'alloro smaltata di verde passa sotto e vicino alle estremità esterne della croce. Alcuni raggi dorati si estendono dalle braccia della croce alla corona di alloro.
- La  medaglia è in argento dorato di 32 mm di diametro ed è una riproduzione senza smalti dell'ordine della gloria dei genitori.
- Il  nastro bianco con due sottili strisce azzurre.

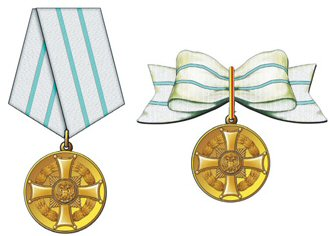
Medaglia
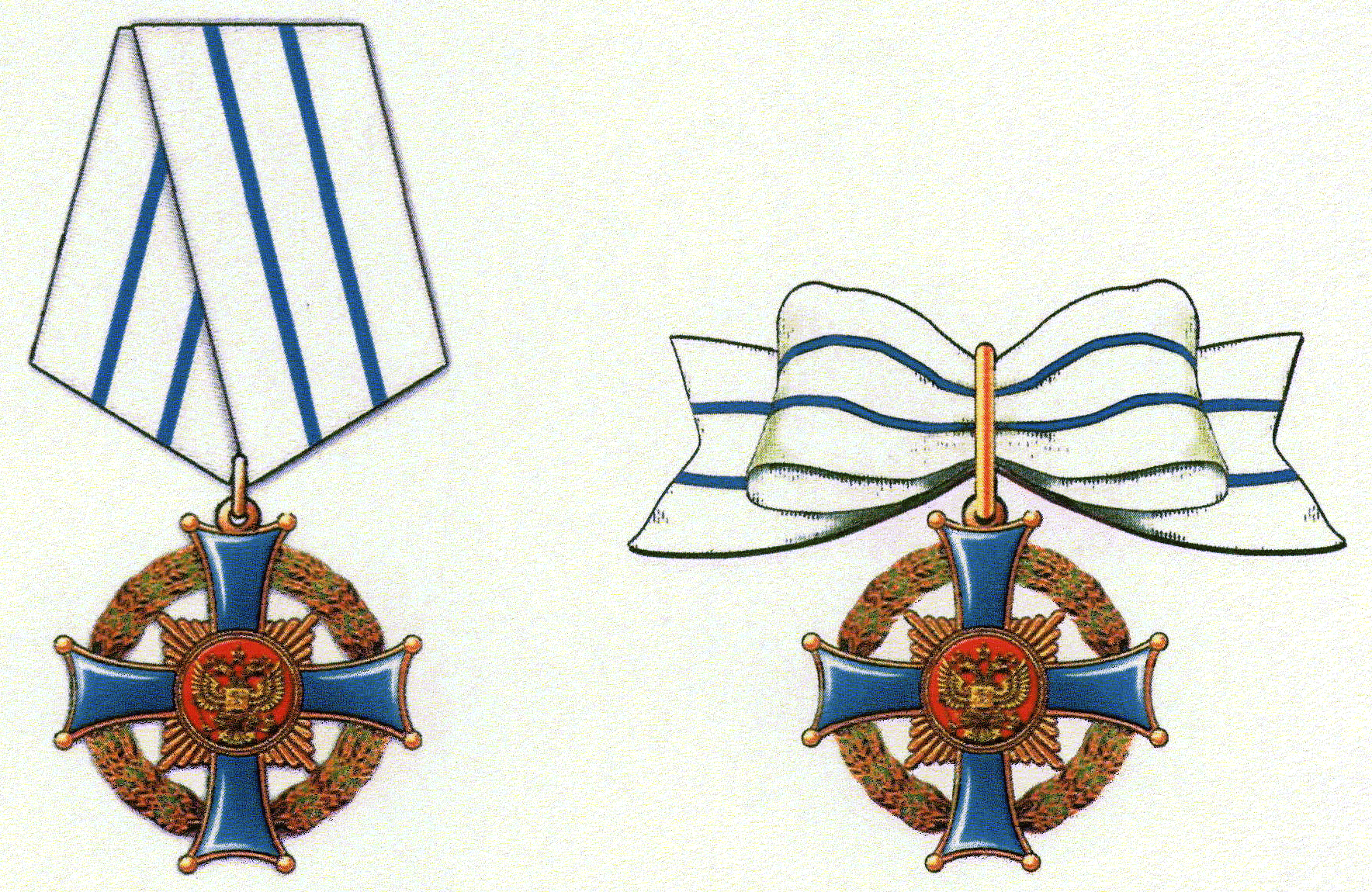
Ordine